# Boxer MRAV
O Boxer GTK (em alemão:  Gepanzertes Transport Kraftfahrzeug) ou Veículo de Transporte Blindado ou MrAV (em inglês:  Multirole Armoured Vehicle - Veículo Multi-função Blindado) é um veículo blindado de combate de múltipla função, projetado para realizar uma série de operações através da utilização de módulos de operação como: posto de comando, transporte de tropas, material e ambulância.
Ele foi produzido pela ARTEC (em inglês:  ARmoured vehicle TEChnology Industrial Group) e gerenciando pela OCCAR (Organisation for Joint Armament Cooperation). ARTEC está sediada em Munique e suas empresas principais são a Krauss-Maffei Wegmann e Rheinmetall do lado alemão e a Stork PWV (agora também uma filial da Rheinmetall) esta responsável pelo lado holandês. Até o ano de 2003 uma terceira empresa participava desse consórcio, a inglesa Alvis LTD.

## Histórico

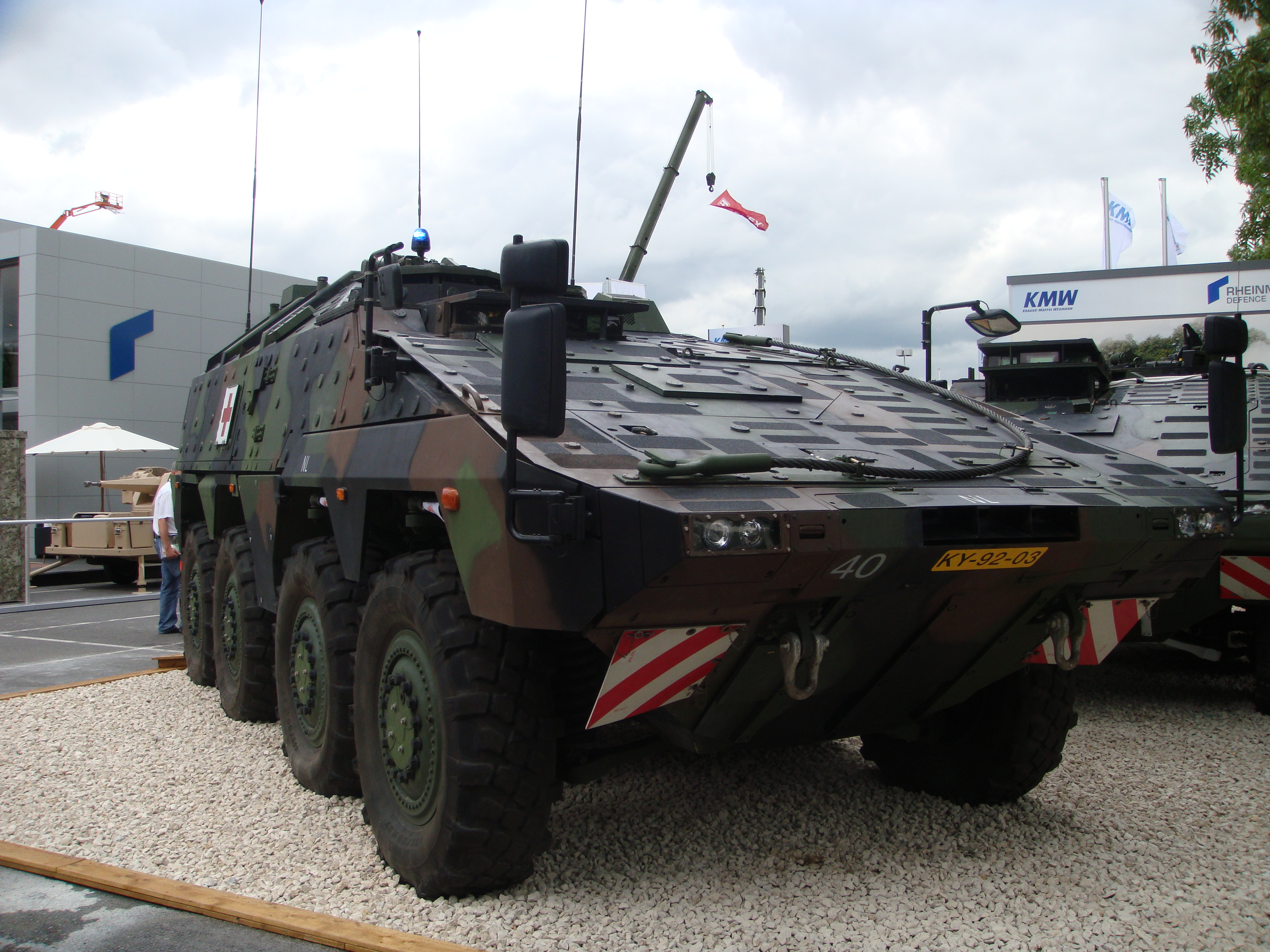
Boxer na configuração de Ambulância

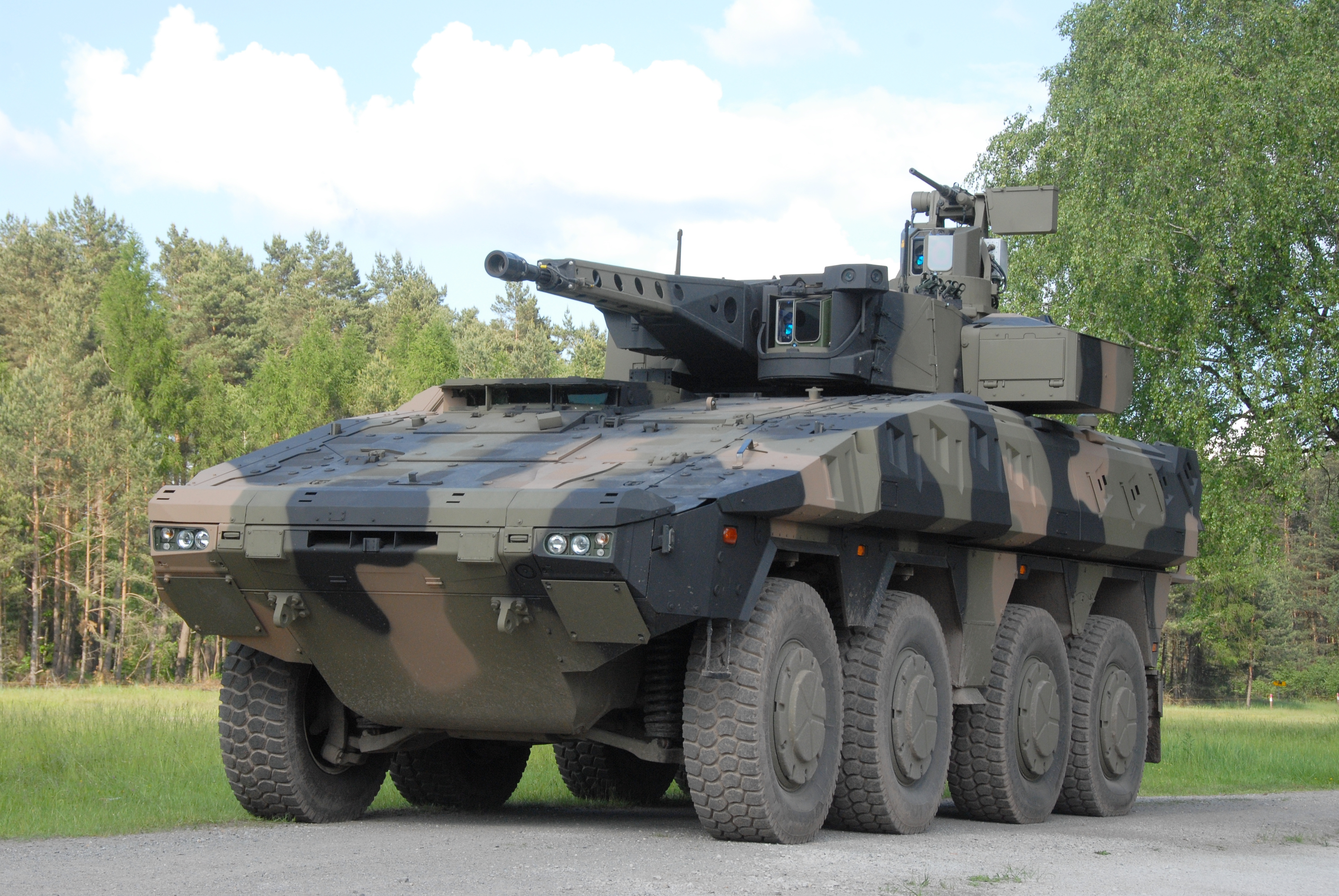
Um Boxer Land 400 australiano, em 2018.

O Boxer é um projeto de design de cooperação europeia destinada a produzir a próxima geração do veículo multi-função blindado. Esse projeto originalmente começou como um consórcio entre a Alemanha, a Inglaterra e França, mas essa última deixou o projeto em 1999, para fazer um veículo de projeto todo francês, o VBCI. No entanto, no início de 2001 o governo holandês se juntou aos alemães e ingleses nessa empreitada. Mas em julho de 2003, logo após o início da Guerra do Iraque, o ministério de defesa da Inglaterra anunciou a sua intenção de se retirar do projeto Boxer para se focar em outro projeto o Future Rapid Effect System (FRES).
Cada parceiro do projeto Boxer (incluindo a Inglaterra) recebeu quatro protótipos. O primeiro protótipo foi entregue à Alemanha em 2002 e está passando por testes de avaliação. Já o primeiro protótipo holandês foi entregue em outubro de 2003. A produção estava prevista para começar em 2004, mas as inúmeras mudanças no projeto e vários problemas políticos atrasarão a produção até 2008.
A Holanda comprou cerca de 400 Boxers, para substituir o M577 e suas variantes no Exército Real Holandês, a Holanda que já confirmou a aquisição de 200 veículos, no outono de 2006. Em 13 de dezembro de 2006 o parlamento alemão aprovou a aquisição de 272 Boxers para o exército alemão, para substituir parte dos seus contingentes de M113 e veículos TPZ Fuchs 1. Todos o TPZ Fuchs 1 serão substituídos pelos Boxers até 2020, segundo estudos o do exército alemão.
Até o momento, esta previsto para serem entregues 600 Boxers para o exército alemão. Em 23 de setembro de 2009, o primeiro Boxer foi oficialmente entregue ao Escritório Federal Alemão de Defesa, Tecnologia e Aquisições. Em junho de 2007, o Boxer voltou a ser considerado para o programa FRES do Exército inglês.